# یواس‌اس شونی
یواس‌اس شونی (به انگلیسی: USS Shawnee) یک کشتی بود که طول آن ۲۲۵ فوت (۶۹ متر) بود. این کشتی در سال ۱۸۶۵ ساخته شد.